# Irene Gattilusio
Irene Gattilusio, conosciuta anche con il nome monastico di Eugenia (... – 1º gennaio 1440), è stata un'imperatrice bizantina consorte di Giovanni VII Paleologo, imperatore bizantino nel 1390.
Era figlia di Francesco II di Lesbo (nipote materno di Andronico III Paleologo) e di Valentina Doria.

## Matrimonio
Prima dell'agosto 1397, Irene sposò il cugino paterno di secondo grado Giovanni VII Paleologo, anch'egli pronipote di Andronico III Paleologo.
Giovanni VII aveva deposto il nonno paterno, Giovanni V Paleologo, nel 1390. Regnò dal 14 aprile al 17 aprile 1390, prima che Giovanni V venisse restaurato al trono. Giovanni VII riuscì a mantenere il titolo di co-imperatore e il dominio di Selymbria grazie all'intervento di Bayezid I. Suo nonno morì l'anno successivo e gli succedette Manuele II Paleologo, zio paterno di Giovanni VII. Questa sequenza di eventi potrebbe precedere il matrimonio di Irene con Giovanni VII. La donna non è menzionata come coinvolta in questi eventi.
Col tempo le relazioni tra Manuele II e Giovanni VII migliorarono. Dal 1399 al 1402, Manuele II intraprese un viaggio in Europa occidentale, alla ricerca di alleati da utilizzare contro Bayezid che assediava Costantinopoli. Durante la sua assenza, Manuele II affidò a Giovanni VII la reggenza della città; a quel punto Irene era già sposata con Giovanni.
Bayezid tolse l'assedio nel 1402, quando Tamerlano, fondatore della dinastia dei Timuridi, invase l'Anatolia e l'Impero ottomano dovette difendersi. Giovanni VII rimase in carica a Costantinopoli fino al ritorno di Manuele II, quando il marito di Irene fu espulso dalla città nel 1403, sospettato di cospirarazione per riconquistare il trono. Irene e Giovanni VII mantennero i loro titoli imperiali e stabilirono la loro corte a Salonicco. Giovanni VII morì il 22 settembre 1408.
Irene sopravvisse al marito e si ritirò a Lemno. Si fece monaca con il nome monastico di Eugenia. La cronaca di Giorgio Sfranze riporta la data della sua morte e la sua sepoltura nella chiesa di Cristo Pantocratore.

## Discendenza
L'unico figlio noto di Irene e Giovanni VII era Andronico V Paleologo). Fu co-imperatore con il padre a Salonicco, ma sembra sia morto prima di lui.

## Ascendenza
|                                           |                                  |                                             | Genitori                                    |  |  | Nonni |  |  | Bisnonni      |  |  | Trisnonni           |  |
|                                           |                                  |                                             |                                             |  |  |       |  |  | N. Gattilusio |  |  | Luchetto Gattilusio |  |
|                                           |                                  |                                             |                                             |  |  |       |  |  | N. Gattilusio |  |  | Luchetto Gattilusio |  |
|                                           |                                  | Eleonora Doria                              |                                             |  |  |       |  |  | N. Gattilusio |  |  |                     |  |
| Francesco I Gattilusio, signore di Lesbo  |                                  |                                             |                                             |  |  |       |  |  | N. Gattilusio |  |  |                     |  |
|                                           |                                  | …                                           | …                                           |  |  |       |  |  |               |  |  |                     |  |
|                                           |                                  | …                                           | …                                           |  |  |       |  |  |               |  |  |                     |  |
|                                           |                                  | …                                           | …                                           |  |  |       |  |  |               |  |  |                     |  |
| Francesco II Gattilusio, signore di Lesbo |                                  | …                                           |                                             |  |  |       |  |  |               |  |  |                     |  |
|                                           |                                  | Andronico III Paleologo, basileus dei Romei | Michele IX Paleologo, co-basileus dei Romei |  |  |       |  |  |               |  |  |                     |  |
|                                           |                                  | Andronico III Paleologo, basileus dei Romei | Michele IX Paleologo, co-basileus dei Romei |  |  |       |  |  |               |  |  |                     |  |
|                                           |                                  | Andronico III Paleologo, basileus dei Romei | Rita d'Armenia                              |  |  |       |  |  |               |  |  |                     |  |
| Irene Paleologa                           |                                  | Andronico III Paleologo, basileus dei Romei |                                             |  |  |       |  |  |               |  |  |                     |  |
|                                           |                                  | Anna di Savoia                              | Amedeo V, conte di Savoia                   |  |  |       |  |  |               |  |  |                     |  |
|                                           |                                  | Anna di Savoia                              | Amedeo V, conte di Savoia                   |  |  |       |  |  |               |  |  |                     |  |
|                                           |                                  | Anna di Savoia                              | Maria di Brabante                           |  |  |       |  |  |               |  |  |                     |  |
| Irene Gattilusio                          |                                  | Anna di Savoia                              |                                             |  |  |       |  |  |               |  |  |                     |  |
|                                           | Dorino I Doria, signore di Loano | Corrado I Doria, signore di Loano           |                                             |  |  |       |  |  |               |  |  |                     |  |
|                                           | Dorino I Doria, signore di Loano | Corrado I Doria, signore di Loano           |                                             |  |  |       |  |  |               |  |  |                     |  |
|                                           | Dorino I Doria, signore di Loano | Ginevra Doria                               |                                             |  |  |       |  |  |               |  |  |                     |  |
| Dorino II Doria, signore di Loano         | Dorino I Doria, signore di Loano |                                             |                                             |  |  |       |  |  |               |  |  |                     |  |
|                                           |                                  | Ginevra N.                                  | …                                           |  |  |       |  |  |               |  |  |                     |  |
|                                           |                                  | Ginevra N.                                  | …                                           |  |  |       |  |  |               |  |  |                     |  |
|                                           |                                  | Ginevra N.                                  | …                                           |  |  |       |  |  |               |  |  |                     |  |
| Valentina Doria                           |                                  | Ginevra N.                                  |                                             |  |  |       |  |  |               |  |  |                     |  |
|                                           |                                  | Brancaleone II Doria, conte di Monteleone   | Brancaleone I Doria                         |  |  |       |  |  |               |  |  |                     |  |
|                                           |                                  | Brancaleone II Doria, conte di Monteleone   | Brancaleone I Doria                         |  |  |       |  |  |               |  |  |                     |  |
|                                           |                                  | Brancaleone II Doria, conte di Monteleone   | Giacomina N.                                |  |  |       |  |  |               |  |  |                     |  |
| Violante Doria                            |                                  | Brancaleone II Doria, conte di Monteleone   |                                             |  |  |       |  |  |               |  |  |                     |  |
|                                           |                                  | Eleonora, giudicessa d'Arborea              | Mariano IV, giudice d'Arborea               |  |  |       |  |  |               |  |  |                     |  |
|                                           |                                  | Eleonora, giudicessa d'Arborea              | Mariano IV, giudice d'Arborea               |  |  |       |  |  |               |  |  |                     |  |
|                                           |                                  | Eleonora, giudicessa d'Arborea              | Timbora di Roccaberti                       |  |  |       |  |  |               |  |  |                     |  |
|                                           |                                  | Eleonora, giudicessa d'Arborea              |                                             |  |  |       |  |  |               |  |  |                     |  |